# Порумбешть
Порумбешть (рум. Porumbești) — село в Кантемирском районе Молдавии. Относится к сёлам, не образующим коммуну.

## История
Указом от 31.01.1991 к селу Порумбешты присоединено село Новые Порумбешты.

## География
Село расположено на высоте 40 метров над уровнем моря.

## Население
По данным переписи населения 2004 года, в селе Порумбешть проживает 1648 человек (827 мужчин, 821 женщина).
Этнический состав села:
| Национальность | Число жителей | Процентный состав |
| -------------- | ------------- | ----------------- |
| молдаване      | 1626          | 98.67             |
| болгары        | 7             | 0.42              |
| цыгане         | 6             | 0.36              |
| русские        | 4             | 0.24              |
| румыны         | 3             | 0.18              |
| прочие         | 2             | 0.12              |
| Всего          | 1648          | 100%              |